# Карл Фредрик Фален
Карл Фредрик Фалѐн (на шведски: Carl Fredrik Fallén, 1764 – 1830) е шведски ентомолог, професор по минералогия в Лундския университет.

## Научна дейност
Фален събира голяма колекция от насекоми, които са предоставени на Стокхолмската академия на науките. Изучава насекомите от разредите Полутвърдокрили, Двукрили и Ципокрили, които се срещат в ентомофауната на Швеция.
Трудове на Фален:
- „Monographia Cimicum“ (Копенхаген, 1807)
- „Monographia Muscidum Sueciae“ (Лунд, 1820 – 25)
- „Hemiptera Sueciae“ (Л., 1826 – 29)
- „Monographia Tenthredimdum Sueciae“ (Л., 1829)